# Kaplica św. Jana Ewangelisty w Baħar iċ-Ċagħaq (Naxxar)
Kaplica Świętego Jana Ewangelisty (malt. Il-knisja ta’ San Ġwann Evangelista, ang. St. John the Evangelist Chapel) – rzymskokatolicka kaplica leżąca administracyjnie w miejscowości Baħar iċ-Ċagħaq w granicach Naxxar na Malcie. Świątynia znajduje się przy Triq il-Wirt Naturali, na rogu Triq San Ġwann Evanġelista.

## Historia
Achille Ferres przytoczył w swojej książce Descrizione Storica delle Chiese di Malta e Gozo (1866) historię powstania kaplicy. Została ona zbudowana przez bogatego właściciela ziemskiego z Għargħur, jako wotum za uratowanie przed porwaniem przez piratów berberyjskich. Powstanie kaplicy datuje się na wczesne lata XVIII wieku. Historię powtarza Alfie Guillaumier w Bliet u Rħula Maltin (Malta’s Towns and Villages w tłum. Terry’ego Asphara), a także Anthony M. Brincat w Kappelli Maltin. Chociaż Ferres nie podaje dokładnej daty zbudowania kaplicy ani nazwiska fundatora, to ostatnie – Giovanni Portelli – można go znaleźć w akcie notarialnym notariusza Giuseppe Debono z 5 sierpnia 1759, w którym fundator wyposażył kaplicę we wszystkie potrzebne rzeczy, zaś księżom odprawiającym w kaplicy mszę w święto jej patrona oraz w święto św. Wawrzyńca, a także wiernym w tych mszach uczestniczącym zlecił dawać po garści orzechów laskowych.

## Architektura
Nie jest znany architekt istniejącego dziś kościoła. Kaplica została zbudowana z lokalnego wapienia globigerynowego. 

### Wygląd zewnętrzny
Kaplica,  zbudowana jest na podwyższeniu z czterema stopniami. Fasada ma na końcach dwa wysokie pilastry w stylu doryckim, utrzymujące belkowanie, na którym znajduje się fronton w stylu Vignola z niszą z posągiem św. Jana trzymającego Ewangelię. Na końcach dwa ozdobne elementy w kształcie jajka. Nad drzwiami znajduje się krótki gzyms, a nad nimi ślepe okno. Ciekawostką jest to, że kaplica ta nie posiada dzwonnicy, lecz jedyny dzwon, na którym widnieje data 1792, wisi w latarni bezokiennej kopuły. W belkowaniu herb rodziny Portelli.

### Wnętrze kaplicy
Od wewnątrz kaplica uformowana jest na planie kwadratu, z czterema podwójnymi pilastrami, nieco wysokimi jak na niewielkie rozmiary wnętrza. Utrzymują one łuki i pendentywy, na których opiera się kopuła. Ołtarz znajduje się w półokrągłym prezbiterium, nad ołtarzem obraz tytularny Święty Jan Ewangelista otoczony pięknym retabulum, rzeźbionym motywami w stylu rokoko, aniołami, orłem (atrybutem św. Jana Ewangelisty), monogramem maryjnym, liśćmi palmowymi i chmurami. Po bokach obrazy Święty Paweł oraz Święty Wawrzyniec. Na pokrytym płaskorzeźbami sklepieniu konchowym prezbiterium znajduje się owalny obraz na drewnie Bóg Ojciec. Na dwóch pilastrach flankujących prezbiterium herby rodziny Portelli. Kaplicę doświetlają dwa okna w bocznych ścianach, a dwoje drzwi pod bocznymi obrazami prowadzi do zakrystii znajdującej się za ołtarzem.

### Obrazy
W kaplicy znajdują się obrazy: 
- Obraz tytularny ukazuje Ewangelistę piszącego fragment Apokalipsy, w którym mówi, że widzi „Niewiastę obleczoną w słońce i księżyc pod jej stopami, a na jej głowie wieniec z gwiazd dwunastu” (Ap 12, 1)[6]. Obok niego są dwaj aniołowie, a za nim pojawia się orzeł. Powyżej przedstawienie Niepokalanego Poczęcia. Obraz przypisywany jest szkole Francesco Zahry (1710–1773); na obrazie widoczna data 1757[3][5]
- Święty Paweł oraz Święty Wawrzyniec po bokach ołtarza[3][5]
- Matka Boża Dobrej Rady (XVII w.) w wejściu w jednej ze ścian[3][4]
- Bóg Ojciec w sklepieniu nad prezbiterium[4].

## Świątynia dziś
Kaplicą opiekują się franciszkanie z kościoła Matki Bożej Anielskiej w Baħar iċ-Ċagħaq, którzy w latach 1947–1973 mieszkali przy kaplicy. W latach 2006–2007 przeprowadzona została przez Alfreda Sciclunę, specjalistę w tej branży odnowa obrazu tytularnego kaplicy, wykonana w ramach prac renowacyjnych wnętrza. W ramach tego projektu wolontariusze z Fundacji Youth Alive również wyczyścili i otynkowali ściany i kopułę, pomalowali retabulum za ołtarzem oraz wykonali nowe drzwi. Na odnowę czeka fasada i ściany zewnętrzne.